# 同心会
同心会（どうしんかい）は、台湾基隆市に本拠を置くとされる黒社会組織、広域暴力団、天道盟の下部団体の一。活動地域は主に台湾北部、総構成員は不明。
太陽会と敵対関係にある。
同じく天道盟に所属する超武闘派暴力団太陽会の暴走を抑えるためというのが創立の目的であった。このような状態は今にも続いている。

## 略史
同心会の創立者呉明貴は台湾東北部一帯のヤクザの大親分で、その地元ヤクザ勢力はとても強大で、制御の効かなくなった太陽会を抑える目的で、天道盟高層の呼びかけを受ける。1992年、呉明貴は東北地区のヤクザを共同して同心会を創立した。
1995年9月7日に基隆市で創立大会が行われ、これをもって創立が正式に宣告された。同心会の創立の目的は太陽会を抑えて、今後同心会と太陽会2001年から基隆、汐止を奪い合うため一帯の主導的な権力を招いて、数回重大であることが発生して抗争する、銃撃事件数年を続けて、今なお依然として穏やかになっていない。
2002年には太陽会との抗争が白熱。抗争の波及地域は東北地区から台北地区までにわたった。同心会も一度本部を移って台北地区と太陽会まで対抗する。
やがて太陽会との抗争に勝利した同心会は、東北地区の主導権を握り、これを機会にと勢力の版図を拡大した。太陽会の失敗の最大の原因は新旧の両派の闘争であったと考えられている。

## 歴代会長
- 初代目：呉明貴
- 二代目：簡建栄

## 最高幹部
- 総裁：呉明貴
- 会長：簡建栄
- 副会長：李聡敏
- 顧問：朱才盛
- 顧問：呉正義
- 委員長：從缺
- 委員：莊文隆

### 本会下部団体
(3次団体)
- 組長：林宗仁
- 組長：蕭英旭
- 組長：張斉聖
- 組長：劉永安

(本会：主流の系、分会：非主流の系)

## 分会(2次団体)
- 迴竜分会
- 樹林分会
- 桃園分会
- 竜潭分会
- 花蓮分会
- 新竹分会
- 台中分会

### 分会下部団体
(3次団体)
- 組長 (行動組、先鋒組.........)

(4次団体)
- 小組長

## 関連文献
- 『極道(ヤクザ)狩り・報復戦争』〔阿木慎太郎〕 ISBN 9784396203856

日本進出を目論む台湾系暴力団として登場。関東に進出し地元の暴力団と激しい抗争を繰り広げる。